# Németh Gabriella (politikus)
Németh Gabriella (Csehszlovákia, 1957. március 8. –) felvidéki magyar politikus, a Magyar Koalíció Pártja szociális, családpolitikai és egészségügyi alelnöke, a Pozsony Megyei Önkormányzat alelnöke, az MKP Szenci helyi szervezetének gazdasági alelnöke.

## Pályafutása
Középiskolai tanulmányait a Szenci Magyar Gimnáziumban végezte. A pozsonyi Comenius Egyetem Pedagógiai Karán doktorált. 1990-től tagja volt a Magyar Kereszténydemokrata Mozgalomnak, 1998-tól utódpártjában, a Magyar Koalíció Pártjában folytatta politikusi tevékenységét. 2000-től a Pozsony Megyei Önkormányzat alelnöke és az MKP szenci helyi szervezetének alelnöki tisztségét is ellátja. 2011-től az MKP szociális, családpolitikai és egészségügyi alelnöke.